# Adoptant timpuriu
Un adoptant timpuriu sau adoptant precoce este unul din primii clienți ai unei companii, unul din primii consumatori ai unui produs sau unul din primii utilizatori ai unei tehnologii.